# Spryginia
Spryginia là chi thực vật có hoa trong họ Cải.